# Acusilas africanus
Acusilas africanus là một loài nhện trong họ Araneidae.
Loài này thuộc chi Acusilas. Acusilas africanus được Eugène Simon miêu tả năm 1895.